# Silvana Koch-Mehrin

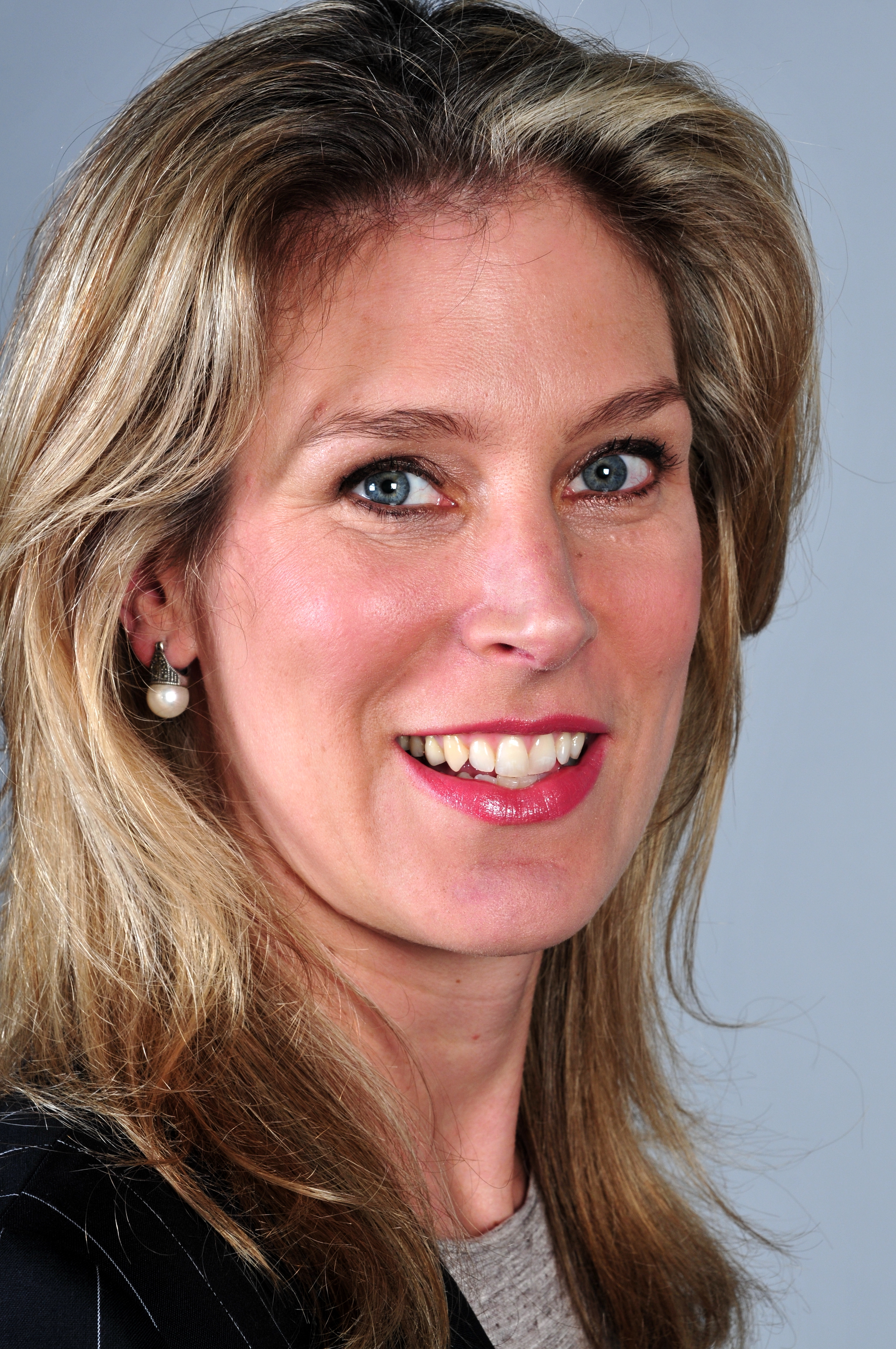
Silvana Koch-Mehrin, 2014

Esther Silvana Koch-Mehrin (* 17. November 1970 in Wuppertal) ist eine deutsche Politikerin der FDP. Sie war von 2004 bis 2014 Mitglied des Europäischen Parlaments. Nach der Europawahl 2009 gehörte sie bis zu ihrem Rücktritt am 11. Mai 2011 dem Gremium der 14 Vizepräsidenten dieses Parlaments an. Zur Europawahl 2014 trat sie nicht mehr an.
Sie ist seit September 2021 Vorsitzende der Stiftung Women Political Leaders, die sie selbst mitgegründet hat.

## Leben
Koch-Mehrin wurde 1970 als Tochter eines Journalisten und FDP-Mitglieds und einer Lehrerin in Wuppertal geboren; ihr Vater wechselte in den Auswärtigen Dienst. Nach der Versetzung des Vaters an deutsche Botschaften in Afrika wuchs sie im Vorschulalter in Marokko und im Sudan auf.

### Ausbildung und Beruf
Koch-Mehrin verbrachte ihre Schulzeit in Köln. 1990 machte sie ihr Abitur am Gymnasium Rodenkirchen.
Sie studierte mit einem Stipendium der FDP-nahen Friedrich-Naumann-Stiftung von 1990 bis 1995 Volkswirtschaftslehre und Geschichte an den Universitäten Hamburg, Straßburg und Heidelberg. Nach dem Magister artium wurde sie 2000 an der Philosophisch-Historischen Fakultät der Universität Heidelberg mit der wirtschaftshistorischen Dissertation Historische Währungsunion zwischen Wirtschaft und Politik: die Lateinische Münzunion 1865–1927 promoviert. Ihr Doktorvater war der Historiker und ehemalige Rektor der Universität Heidelberg Volker Sellin. Am 15. Juni 2011 wurde ihr aufgrund von Plagiaten in ihrer Dissertation von der Universität Heidelberg der Doktorgrad entzogen.
Direkt nach ihrer Promotion gründete Koch-Mehrin Conseillé + Partners sprl, eine Unternehmensberatung für Strategieplanung und Europaberatung. Anfang 2003 wurde sie mit ihrem Unternehmen Partnerin bei der Unternehmensberatung Policy Action Ltd., die auf die Analyse der Auswirkungen von Gesetzen für Unternehmen spezialisiert ist und zugleich lobbyistisch tätig ist. Nach ihrer Wahl ins Europäische Parlament verkaufte sie nach eigenen Angaben ihre Gesellschafteranteile. Ab 2004 widmete sie sich in einer Kolumne der Zeitschrift Praline jede Woche einer Leserfrage zur EU.
Im November 2014 hat die PR- und Kommunikationsfirma gplus europe Koch-Mehrin als politische Beraterin (Senior Policy Advisor) mit Sitz in Brüssel eingestellt.

### Parteilaufbahn
Koch-Mehrin war stellvertretende Vorsitzende der Jungen Liberalen. Von 1999 bis 2011 gehörte sie dem Bundesvorstand der FDP an.

### Öffentliche Ämter

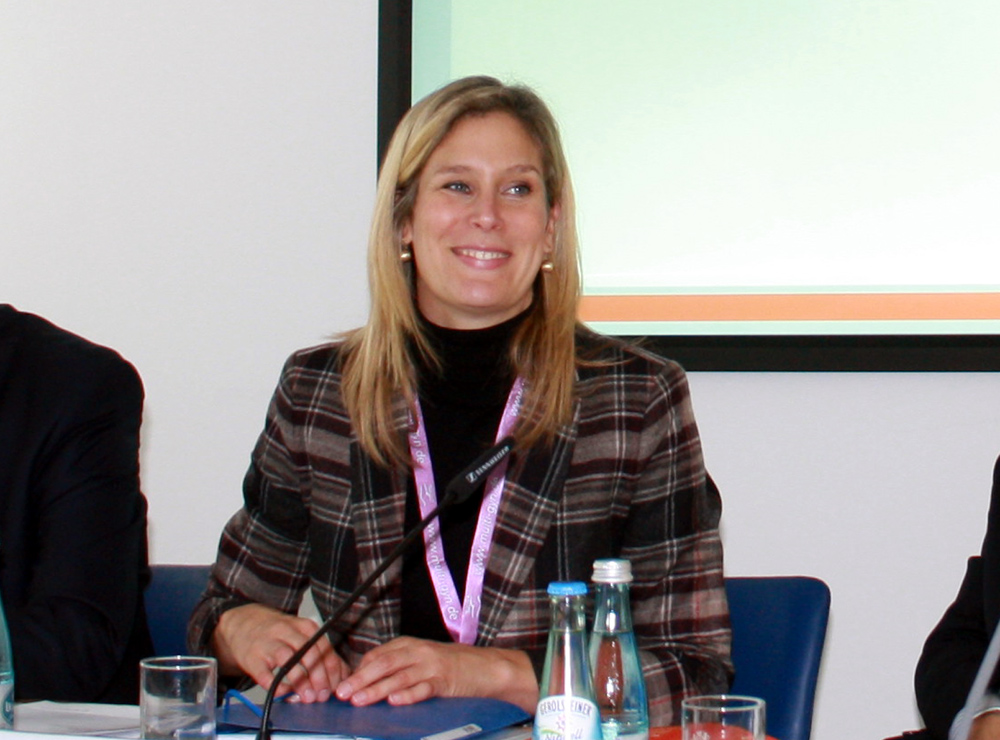
Silvana Koch-Mehrin, 2010

Mit Koch-Mehrin als Spitzenkandidatin kehrte die FDP bei der Europawahl 2004 nach zehnjähriger Abwesenheit in das Europäische Parlament zurück. Im Wahlkampf hatte sie sich für ein Referendum über den EU-Verfassungsvertrag, die Einhaltung des Stabilitäts- und Wachstumspakts und den Abbau von Bürokratie eingesetzt. Nach dem Einzug ins Europäische Parlament wurde Koch-Mehrin zur Vorsitzenden der FDP-Delegation innerhalb der Fraktion Allianz der Liberalen und Demokraten für Europa (ALDE) gewählt. Damit wurde sie gleichzeitig Mitglied im Parteipräsidium der FDP. Außerdem wurde sie zur ersten stellvertretenden ALDE-Fraktionsvorsitzenden gewählt. Sie war unter anderem Mitglied im Haushaltsausschuss des Parlaments.
Bei der Europawahl in Deutschland 2009 war Koch-Mehrin erneut Spitzenkandidatin der FDP, die mit 11 % der Stimmen ihr bestes Ergebnis bei einer Europawahl überhaupt erzielte. Nach der Wahl wurde Koch-Mehrin erneut zur FDP-Delegationsleiterin gewählt. Außerdem wurde sie eine der 14 Vizepräsidenten des Europäischen Parlamentes. Ihre Wahl erfolgte mit 186 von 644 gültigen Stimmen im dritten Wahlgang mit 12 Stimmen Vorsprung gegenüber dem konservativen polnischen Kandidaten Michał Kamiński (174 Stimmen). Mit 148 Stimmen im ersten und 141 Stimmen im zweiten Wahlgang hatte Koch-Mehrin zuvor jeweils die wenigsten Stimmen aller 15 Kandidaten erhalten. Im Präsidium war Koch-Mehrin zuständig für die Beziehungen zu den nationalen Parlamenten sowie Vorsitzende der Arbeitsgruppe Gender Equality & Diversity und Mitglied der Arbeitsgruppe Informations- und Kommunikationspolitik des Präsidiums. Außerdem war sie Verantwortliche des Präsidiums für das Organ des Europäischen Parlaments zur Bewertung Wissenschaftlicher und Technologischer Optionen (STOA – Science Technology Options Assessment). Darüber hinaus wurde sie Mitglied im Petitionsausschuss und stellvertretendes Mitglied im Ausschuss für Industrie, Forschung und Energie.
Wegen der gegen sie erhobenen Plagiatsvorwürfe erklärte Koch-Mehrin am 11. Mai 2011 ihren Rücktritt als Leiterin der FDP-Delegation, als Parlamentsvizepräsidentin und als Mitglied des FDP-Parteipräsidiums. Ihr Nachfolger als Delegationsleiter wurde Alexander Graf Lambsdorff, als FDP-Präsidiumsmitglied Alexander Alvaro. Zum Nachfolger auf dem Posten des Parlaments-Vizepräsidenten wurde am 5. Juli 2011 Giles Chichester gewählt.
Am 22. Juni 2011 wurde Koch-Mehrin auf Antrag der ALDE-Fraktion anstelle von Jorgo Chatzimarkakis zum Vollmitglied im Ausschuss für Industrie, Forschung und Energie benannt. Aufgrund der kurz davor bekannt gewordenen Plagiate und des Entzugs ihres Doktortitels forderte die Allianz der deutschen Wissenschaftsorganisationen ihren Rückzug aus diesem Amt. Am 25. Juni 2011 erklärte Koch-Mehrin, dass sie in einen anderen Ausschuss des EU-Parlamentes zu wechseln beabsichtige; am 5. Juli wurde Michael Theurer zum neuen ALDE-Vertreter für den Ausschuss ernannt.
Koch-Mehrin war Mitglied der Europa-Union Parlamentariergruppe Europäisches Parlament.
Koch-Mehrin kandidierte für die Europawahl 2014 nicht erneut.

### Sonstiges Engagement
Koch-Mehrin ist Mitglied im Förderverein der Initiative Neue Soziale Marktwirtschaft und im Redaktionsbeirat des Magazins Politik & Kommunikation.

### Plagiatsaffäre

#### Plagiatsvorwürfe
Nachdem Anfang April 2011 Internetnutzer im VroniPlag Wiki plagiatsverdächtige Stellen in der mit cum laude bewerteten Doktorarbeit Koch-Mehrins zusammengetragen hatten, kündigte die Universität Heidelberg eine Überprüfung der Vorwürfe bis spätestens Ende Mai 2011 an. Die Staatsanwaltschaft Heidelberg stellte fest, dass mögliche Urheberrechtsverletzungen bereits verjährt seien, so dass kein strafrechtliches Ermittlungsverfahren eingeleitet werde.
Am 11. Mai 2011 erklärte Koch-Mehrin in einer schriftlichen Mitteilung ihren Rücktritt als Leiterin der FDP-Delegation im Europäischen Parlament, als Parlamentsvizepräsidentin und als FDP-Präsidiumsmitglied. Sie wolle, dass die Prüfung der Universität Heidelberg „nun vertraulich, fair, nach rechtsstaatlichen Maßstäben und ohne Ansehen der Person durchgeführt und nicht dadurch belastet wird, dass [sie] herausgehobene Ämter innehabe“. Ihr Mandat im Europäischen Parlament behielt Koch-Mehrin.

#### Entzug des Doktorgrades
Am 15. Juni 2011 teilte der zuständige Promotionsausschuss der Universität Heidelberg mit, dass ihr der Doktorgrad aberkannt werde. Die Dissertation bestehe zu substanziellen Teilen aus Plagiaten und daher sei unzweifelhaft, dass sich Frau Koch-Mehrin in ihrer Dissertation fremdes geistiges Eigentum angeeignet und als das eigene ausgegeben habe. Nach Angaben der Universität fanden sich auf rund 80 Textseiten über 125 Stellen, die als Plagiate zu klassifizieren seien. Diese Plagiate stammten aus über 30 verschiedenen Publikationen, von denen zwei Drittel nicht im Literaturverzeichnis aufgeführt worden seien, darunter auch Standardwerke und Handbücher.
Koch-Mehrin erklärte, die wissenschaftlichen Ergebnisse ihrer Arbeit seien bis heute unstrittig und beruhten auf ihrer eigenen wissenschaftlichen Leistung. Sie räumte ein, dass ihre Dissertation „kein Meisterstück“, „nicht frei von Schwächen, nicht selten ungenau, oberflächlich und manchmal geradezu fehlerhaft“ sei. Es wäre auch zu wünschen gewesen, dass sie deutlich gemacht hätte, auf welche Literatur sie sich jeweils stütze. Ihr sei aber in voller Kenntnis aller eklatanten Schwächen der Doktorgrad verliehen worden. Die Universität habe die vorgelegte Arbeit entgegen guter wissenschaftlicher Praxis nicht sorgfältig genug geprüft.
Der Dekan der Philosophischen Fakultät der Universität Heidelberg, Manfred Berg, nannte dies eine „Unterstellung“, die Gutachter hätten zwar „inhaltliche und formale Schwächen erkannt“, jedoch nie den Verdacht eines Plagiates gehabt. Zudem sei die damals verwendete Software „noch nicht so weit“ gewesen. Die Wochenzeitung Die Zeit kritisierte in einem Kommentar, Koch-Mehrin habe versucht, den begutachtenden Professoren die Schuld zuzuweisen. Die Universität klassifizierte diese Äußerung als „eine Invektive gegen die Reputation der Gutachter und der gesamten Fakultät“; Frau Koch-Mehrin tue so, „als sei das, was sie Schwächen und Fehler nennt, wir aber ‚Plagiate‘, bekannt gewesen“, und unterstelle, „dass man an der Universität Heidelberg mit Plagiaten promoviert werden könne“.
Der Widerspruch und die Klage vor dem Verwaltungsgericht Karlsruhe gegen die Aberkennung des Doktorgrades blieben erfolglos. Das Gericht war der Auffassung, Koch-Mehrin habe längere Passagen, teilweise mit Fußnoten, ohne Kenntlichmachung kopiert. Die Arbeit lasse den Schluss zu, dass die Klägerin „wiederholt und planmäßig“ fremde Passagen als eigene Arbeit ausgewiesen habe. Der Verweis Koch-Mehrins auf die eigenen aufwändigen Recherchen sei unbeachtlich. Eine „grundsätzlich denkbare Bagatellschwelle“ sei bei weitem überschritten. Die Entscheidung des Promotionsausschusses sei nicht zu beanstanden. Mit der Ablehnung des Antrags auf Zulassung der Berufung wurde das Urteil des Verwaltungsgerichts am 7. Februar 2014 rechtskräftig.

#### Politische Auswirkungen
Kurz nach Aberkennung des Doktorgrads kritisierten Medien und Politiker mehrerer Parteien, dass Koch-Mehrin nur vier Tage später als Vollmitglied in den Forschungsausschuss des Europäischen Parlaments berufen wurde. Auch aus der FDP-Spitze wurde die Berufung „mit Kopfschütteln“ aufgenommen.
Die Deutsche Forschungsgemeinschaft erklärte, Koch-Mehrins Mitgliedschaft im Europäischen Parlament sei nicht länger akzeptabel: Koch-Mehrin unterstreiche mit ihrem Wechsel in den Forschungsausschuss, wie wenig Achtung sie gegenüber dem Europäischen Parlament und der Wissenschaftsgemeinschaft in Europa habe, nachdem sie in Deutschland alle politischen Ämter niedergelegt habe. Eine doppelte Moral aus Deutschland sei Gift für Europa. Heftige Kritik kam von der Allianz der deutschen Wissenschaftsorganisationen: „Plagiate in wissenschaftlichen Arbeiten sind alles andere als ein Kavaliersdelikt. Deshalb hält die Allianz es für nicht akzeptabel, wenn Frau Koch-Mehrin im Ausschuss für Industrie, Forschung und Energie des Europäischen Parlaments Deutschland vertritt.“ Am 25. Juni 2011 reagierte Koch-Mehrin auf die massive Kritik mit der Ankündigung, in einen anderen Ausschuss zu wechseln.

### Privates
Koch-Mehrin hat drei Töchter und wohnt seit 1997 in Brüssel. Sie lebt dort mit dem irischen Rechtsanwalt James Candon zusammen. 2007 erlitt sie eine Fehlgeburt. Im November 2020 machte sie ihre im Herbst 2019 diagnostizierte Erkrankung an Brustkrebs öffentlich.
Im September 2022 machte Koch-Mehrin in einem Interview mit dem Magazin Stern, im Vorfeld ihrer Bucherscheinung (Jetzt, wo ich schon mal nicht tot bin, 2022), frühere Vorfälle sexueller Übergriffe und Anzüglichkeiten gegen sie, auch von Parteikollegen, öffentlich. Sie habe geschwiegen und es ausgehalten, höchstens mal die Augen verdreht und Hände wortlos weggeschoben. Sie habe damals dazugehören wollen und hätte Angst gehabt, „zickig zu wirken“. Dies sei unter anderem Thema ihres neuen Buchs. Wolfgang Kubicki bestätigte in einer TV-Sendung, dass er bei einem Treffen in Brüssel mit Koch-Mehrin geflirtet habe. Dann sei plötzlich ein sehr kräftiger Mann aufgetaucht, sodass Kubicki das Gefühl hatte, es sei besser, wenn er jetzt gehe. Koch-Mehrin erklärte dazu, dass sie ihren Mann gebeten habe vorbeizukommen, weil sie vermutet habe, dass da mehr im Spiel sei. Kubicki verwahrte sich gegen die Unterstellung, er habe damals seine Machtposition in der Partei ausgenutzt. Er sei damals nur FDP-Fraktionsvorsitzender im Landtag von Schleswig-Holstein gewesen, also in einer deutlich niedrigeren Position als Koch-Mehrin.

## Politische Positionen

### Burkaverbot
2010 erklärte Koch-Mehrin nach dem in Belgien umgesetzten Verschleierungsverbot, sie begrüße diesen Beschluss ganz ausdrücklich und wünsche sich, dass auch in Deutschland – und in ganz Europa – das Tragen aller Formen der Burka verboten würde. Die Burka sei ein massiver Angriff auf die Rechte der Frau, ein mobiles Gefängnis. „Die vollständige Verhüllung von Frauen ist ein aufdringliches Bekenntnis zu Werten, die wir in Europa nicht teilen.“ In ihrem Schreiben führte sie weiter aus, dass niemand in seiner persönlichen Freiheit und in seiner Religionsausübung eingeschränkt werden sollte. Koch-Mehrin sagte zudem, dass verschleierte Frauen auf der Straße bei ihr Befremden auslösen: „Ich gebe offen zu: Wenn mir auf der Straße vollverschleierte Menschen begegnen, bin ich irritiert. Ich kann nicht einschätzen, wer da mit welcher Absicht auf mich zukommt. Ich habe keine Angst, aber ich bin verunsichert.“

### Vergabe von EU-Geldern an NGOs
Koch-Mehrin forderte 2005, dass solche Organisationen, die den Grundprinzipien der EU entgegenstehen, keine EU-Gelder mehr erhalten sollten. Koch-Mehrin begründete die Forderung folgendermaßen: „Die EU hat sich auf klare wirtschaftspolitische Grundprinzipien geeinigt, prioritär die Wettbewerbsfähigkeit Europas in der Welt. Einige Nichtregierungsorganisationen stehen der Ausgestaltung dieser Grundprinzipien feindlich gegenüber.“ Gemeint waren französische Gewerkschaften, die sich gegen den EU-Verfassungsvertrag eingesetzt hatten, und globalisierungskritische NGOs wie Attac oder WEED.
Der Vorsitzende der WEED, Markus Krajewski, warf Koch-Mehrin 2005 ein „vordemokratisches und antiliberales Verständnis über die Verwendung öffentlicher Gelder“ vor. Für Reinhard Hermle, den Vorsitzenden des Verbandes Entwicklungspolitik deutscher Nichtregierungsorganisationen, war der Vorstoß Bestandteil einer „ideologischen Schlacht“.

## Kontroversen und Kritik

### Debatten um Anwesenheitsquote 2009 und 2011
Im Vorfeld der Europawahl 2009 wurde Koch-Mehrin von EU-Parlamentariern anderer Fraktionen und von verschiedenen Medien dafür kritisiert, dass sie bei Ausschuss- und Plenarsitzungen im Europäischen Parlament nur selten anwesend gewesen sei. Als Reaktion erklärte Koch-Mehrin, die Medien hätten ihre Schwangerschaftszeit bei der Berechnung nicht berücksichtigt, sie gab eine eidesstattliche Erklärung ab, dass ihre Anwesenheitsquote in der „oberen Hälfte“ der Abgeordneten liege. Damit bewirkte sie eine einstweilige Verfügung gegen die Frankfurter Allgemeine Zeitung. Diese wurde allerdings später wieder aufgehoben, was Zweifel bezüglich der Richtigkeit der eidesstattlichen Erklärung aufkommen ließ.
Im September 2011 berichteten Medien über Recherchen des ARD-Magazins Panorama, dass Koch-Mehrin in den vergangenen beiden Jahren keine einzige Sitzung des Petitionsausschusses besucht habe und das, obwohl dieser Ausschuss der einzige war, in dem Koch-Mehrin Vollmitglied war.

### Äußerungen zu Parlamentariern und Prostituierten
Im November 2008 erklärte Koch-Mehrin in einem Interview gegenüber der Bunten: „Wer im Parlament etwa Zwangsprostitution verurteilt, muss sich vor dem Ausgang auch entsprechend verhalten, sonst leidet die Glaubwürdigkeit und die Würde des ganzen Hauses.“ Die Aussagen wurden vielfach so verstanden, dass Koch-Mehrin den männlichen Abgeordneten pauschal vorwerfe, sie seien Kunden von Frauen, die zur Prostitution gezwungen würden. Die Aussagen gelten – neben der Diskussion um ihre Anwesenheitszeiten – als einer der Gründe für die knappe Wahl zur Vizepräsidentin im Juli 2009.

### Steuersenkung und Staatsverschuldung
Am 5. Mai 2010 nahm Koch-Mehrin an der politischen Talkshow Hart aber fair teil. Thema der Debatte waren die griechische Staatsschuldenkrise und die Hilfsmaßnahmen der EU. Auf die Frage, wieso sie trotz der Staatsverschuldung Deutschlands die Steuern senken wolle, antwortete sie, dass Steuersenkungen für Wirtschaftswachstum sorgten, wodurch neue Arbeitsplätze entstünden und so die Sozialausgaben sinken könnten. Als am Ende der Sendung die Studiogäste gebeten wurden, zu schätzen, um wie viel die bundesdeutsche Staatsverschuldung während der 75-minütigen Sendung gestiegen sei, antwortete Koch-Mehrin „6000 Euro“, während der richtige Wert bei etwa 20 Millionen Euro lag. In einigen Zeitungen wurde dies als Ausdruck ihrer finanzpolitischen Inkompetenz kommentiert.

## Veröffentlichungen
- Historische Währungsunion zwischen Wirtschaft und Politik. Die Lateinische Münzunion 1865–1927. Nomos-Verlag, Baden-Baden 2001, ISBN 3-7890-7631-7. (überarbeitete Fassung ihrer Dissertation, Heidelberg 2000)
- Schwestern. Streitschrift für einen neuen Feminismus. Econ-Verlag, Berlin 2007, ISBN 978-3-430-30028-5.
- mit Uli Hauser: Jetzt, wo ich schon mal nicht tot bin. - Ein Plädoyer für einen offenen Umgang mit unseren Ängsten. Eden Books - ein Verlag der Edel Verlagsgruppe. 2022, ISBN 978-3-95910-381-7